# Das Kloster bleibt im Dorf

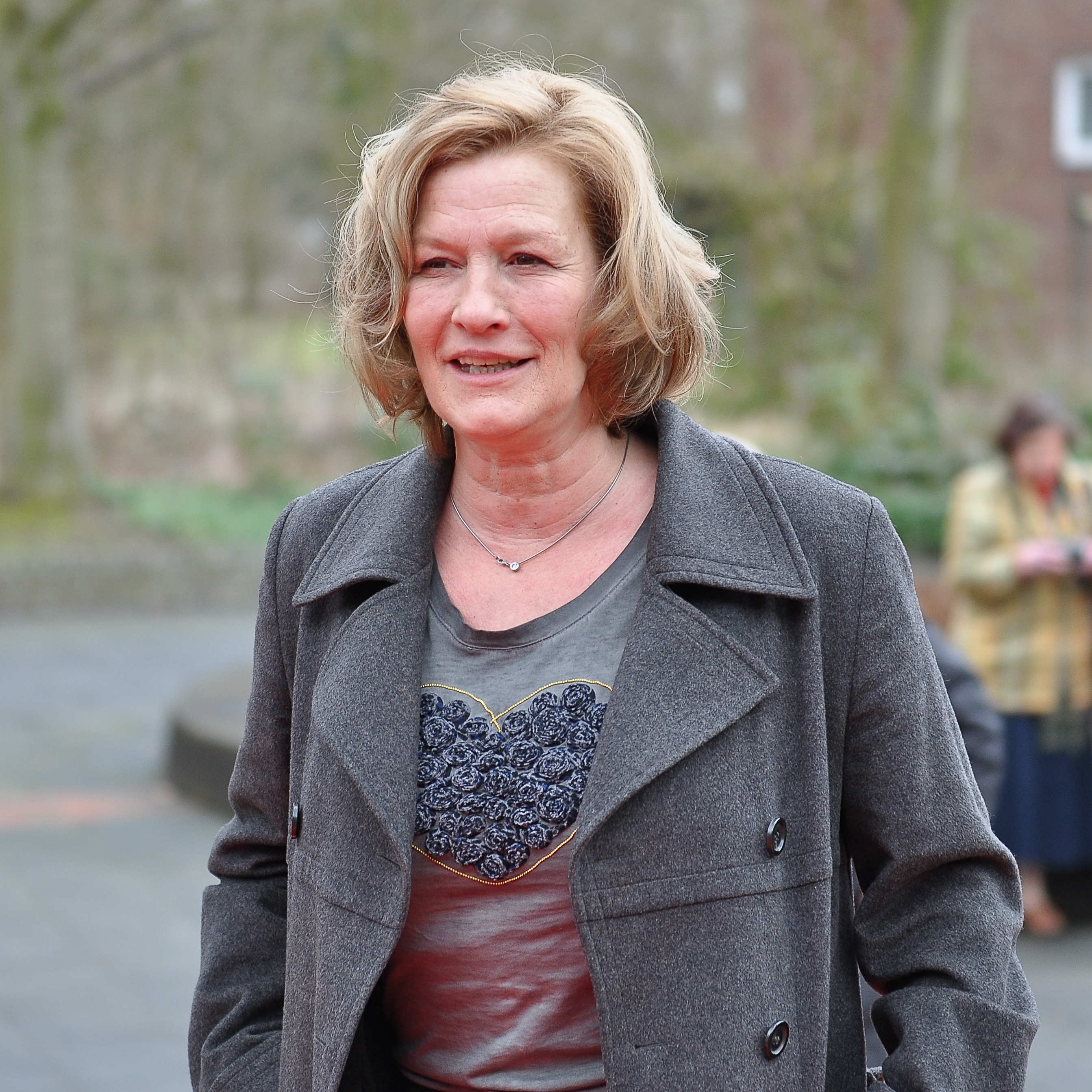
Suzanne von Borsody spielt Priorin Johanne (Foto von 2015)

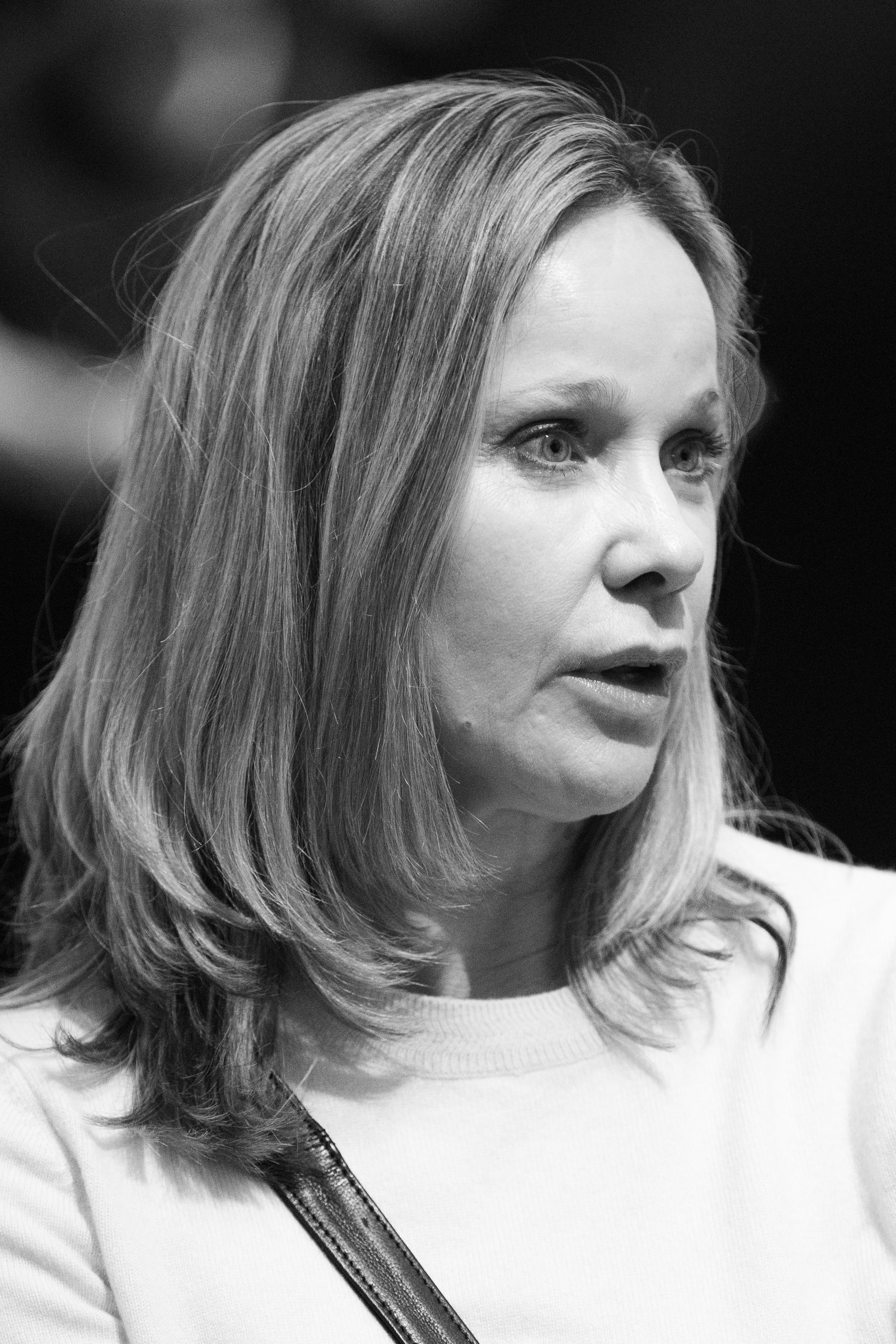
Ann-Kathrin Kramer spielt Dr. Purscheck (Foto von 2019)

Das Kloster bleibt im Dorf ist ein deutscher Fernsehfilm von Walter Weber aus dem Jahr 2015.

## Handlung
Dorfpfarrer Dobisch übermittelt den drei verbliebenen Nonnen und einer Novizin im Kloster Fraubillenkreuz die Nachricht von Bischof Rentschler, dass sie zum Ende des Monats abberufen werden. Rentschler wolle seiner Fürsorgepflicht nachkommen und die Nonnen aufgrund ihres Alters in einem anderen Kloster unterbringen. Novizin Ruth ist entschieden dagegen und auch der Pfarrer schlägt ein Antwortschreiben mit Bitte zum Überdenken vor, Priorin Johanne willigt jedoch ein. Wenig später erreicht den Bischof dennoch ein Protestschreiben der Priorin, das in Wirklichkeit von Ruth verfasst wurde. Rentschler engagiert daraufhin Dr. Ulrike Purscheck, um die Nonnen von der Sinnhaftigkeit der Versetzung zu überzeugen.
Mittlerweile nährt sich bei den Nonnen der Verdacht, dass Rentschler den Verkauf des Klosters plant. Als sie schon auf dem Weg ins neue Kloster sind, beschließen sie deshalb, mit Ausnahme von Schwester Brionie, nach Fraubillenkreuz umzukehren. Dort sehen sie, wie das Inventar vernichtet wird. Da sie das Kloster nicht verlassen wollen, muss Rentschler nach härteren Maßnahmen greifen und lässt Strom, Wasser und Gas abstellen. Als sich Johanne erklären muss, verweist sie auf das in Fraubillenkreuz stattgefundene Wunder der Errettung des Heiligen Willibrord und sagt, dass sie bleiben werden. Die Nonnen setzen ihre klösterliche Arbeit im Kloster fort, welche die Produktion von Hostien und Honig beinhaltet. Schließlich kehrt auch Schwester Brionie zurück.
Um den Druck auf die Nonnen zu erhöhen, lässt der Bischof Johannes Konto sperren. Purscheck sorgt mit einer Erpressung dafür, dass Dobisch seine Unterstützung der Nonnen vorübergehend aussetzt. Die Nonnen schreiben daraufhin einen Brief an den Papst, den Purscheck jedoch später abfangen kann. Zu allem Übel sabotiert Purscheck die Hostienpressmaschine, indem sie durch einen Reparateur ein notwendiges Zahnrad verschwinden lässt. Kurz darauf stirbt Schwester Brionie an einem Schlaganfall. Purscheck erpresst die Nonnen damit, die Tote nicht in dem Kloster begraben zu können, sollten sie nicht einlenken. Nach der Beerdigung schließt sich Johanne im Kloster ein, indem sie einen baufälligen Zugang hinter sich zum Einsturz bringt. Als sie von Purscheck über einen offenen Schlitz in der Wand erfährt, dass der Brief nie im Vatikan ankommen wird, sucht sie das Gespräch mit Gott.
Die Bienen kehren zurück, was einem erneuten Wunder gleicht und die Dorfbewohner anlockt. Johanne kann befreit werden; als sie in der Menschenmenge vor dem Kloster auf Purscheck zugehen möchte, ist diese plötzlich verschwunden. Dort, wo sie gerade noch stand, liegt das vermisste Zahnrad. Rentschler entscheidet sich dafür, ein anderes Kloster zu verkaufen, und Johanne, Philippa und Ruth können in Fraubillenkreuz bleiben.

## Produktionsnotizen
Der Film wurde vom 14. Oktober bis zum 15. November 2014 gedreht. Als Kulisse diente die ehemalige Zisterzienserinnenabtei Le Vivier (Marche-les-Dames) in Belgien.

## Rezeption

### Kritik
Das Lexikon des internationalen Films schreibt über den Film: „Als die Entsorgungsfahrzeuge anrücken, proben die Schwestern den Aufstand. Dramatische (Fernseh-)Komödie vor christlichem Hintergrund, die für die Bewahrung des Bewährten wirbt.“
Das Team der TV Spielfilm gibt dem Film einen Daumen nach oben und zieht als Fazit: „Milde Satire, die ihre Sache richtig gut macht!“ Auch wenn der Film leicht wie eine Hostie sei, würde Das Kloster bleibt im Dorf wegen des tatsächlich existierenden Problems immer vom nötigen Ernst getragen. Das Ensemble sei eine Wonne, speziell Ann-Kathrin Kramer habe sichtlich Spaß an ihrer Arbeit.
Tilmann P. Gangloff bewertet den Film bei tittelbach.tv mit insgesamt 4 von 6 möglichen Sternen.

### Einschaltquoten
Die Erstausstrahlung des Films erfolgte am 24. September 2015 im ZDF. Dabei sahen in Deutschland 4,07 Millionen Zuschauer zu, was einen Marktanteil von 14,1 % für den Sender bedeutete.